# تيجيتو دابا
تيجيتو دابا تشالتشيسا (مواليد 20 أغسطس 1991) عداءة مسافات طويلة إثيوبية المولد بحرينية الجنسية. تتنافس بشكل رئيسي في سباق اختراق الضاحية والجري. فازت بالميدالية الذهبية في سباق 5000 متر في بطولة آسيا لألعاب القوى 2011.
بدأت تيجيتو التنافس لصالح البحرين في عام 2009 من خلال بطولة آسيا لاختراق الضاحية حيث احتلت المركز الثاني في فئة الشابات خلف مواطنتها شيتايي إيشيتي. شاركت في بطولة العالم للعدو الريفي 2009 لفئة الشابات حيث احتلت المركز الثالث والعشرين. انتقلت للمشاركة في سباقات المضمار والميدان حيث شاركت في سباقي 5000 متر و 10000 متر في البطولة العربية لألعاب القوى. في أكتوبر فازت بالميدالية الذهبية في سباق 3000 متر في دورة الألعاب الآسيوية داخل الصالات 2009. في بطولة آسيا لألعاب القوى 2009 صعدت إلى منصة التتويج حيث اقتربت كثيرا من الحصول على الميدالية الذهبية ولكن تباطئها في الأمتار الأخيرة جعل الصينية شيويه فيى تتخطاها. حلت تيجيتو رابعة في سباق 10000 متر في نفس البطولة.
في بطولة العالم للعدو الريفي 2010 وصلت إلى المراكز العشرة الأولى في سباق الشابات حيث كانت العداءة الوحيدة بين اللاتي احتللن المراكز الإثني عشر الأولى من خارج كينيا وإثيوبيا. شاركت في سباق 3000 متر في بطولة العرب للشباب. حصدت الذهب في سباق 5000 متر في بطولة آسيا لألعاب القوى للناشئين 2010 على الرغم من أنها تمكنت فقط تحقيق المركز الرابع في سباق 3000 متر في وقت لاحق من نفس الشهر في بطولة العالم للناشئين لألعاب القوى 2010 وحققت رقمين شخصيين في سباق 3000 متر قدره 9:01.22 دقيقة وفي سباق 5000 متر قدره 15:29.78 دقيقة. مثلت قارتي آسيا والمحيط الهادي في بطولة كأس العالم لألعاب القوى 2010 حيث حلت في المركز السادس في سباق 3000 متر. اختيرت للتنافس لصالح البحرين في دورة الألعاب الآسيوية 2010 حيث حققت ثالث أفضل رقم شخصي لها في سباق 10000 متر خلال العام قدره 32:21.29 دقيقة أهلها لاحتلال المركز السابع.
انتقلت إلى مستوى الكبار في عام 2011 وكانت رابعة رياضية بحرينية تشارك في بطولة العالم للعدو الريفي 2011. فازت تيجيتو بأول لقب كبير رئيسي لها في وقت لاحق من ذلك العام من خلال الفوز في سباق 5000 متر في بطولة آسيا لألعاب القوى 2011 فيما فازت مواطنتيها غينزيب شومي وشيتايي إيشيتي في سباقي 1500 متر و 10000 متر على التوالي. حلت ثانية خلف شيتايي إيشيتي في سباق 5000 متر في دورة الألعاب العسكرية 2011 ثم سجلت رقم شخصي قدره 15:14.62 دقيقة لتحل تاسعة بطولة العالم لألعاب القوى 2011. أنهت العام بفوزها بسباق 10000 متر في دورة الألعاب العربية 2011.
فازت بالميدالية البرونزية في سباق 3000 متر في بطولة آسيا لألعاب القوى داخل الصالات 2012 لكنها فشلت في بطولة العالم لألعاب القوى داخل الصالات 2012 بسبب الحرارة العالية. حلت ثانية في بطولة آسيا لاختراق الضاحية 2012 جنبا إلى جنب مع شيتايي إيشيتي وغينزيب شومي.

## روابط خارجية
- تيجيتو دابا على موقع الاتحاد الدولي لألعاب القوى (الإنجليزية)
- تيجيتو دابا على موقع الدوري الماسي (الإنجليزية)
- تيجيتو دابا على موقع أوليمبيديا (الإنجليزية)